# 78-methode
De 78-methode is een manier om de restwaarde van een kredietbeschermingsverzekering of woonlastenverzekering tegen koopsom te berekenen bij voortijdige beëindiging.
De 78-methode is afgeleid van de “Rule of 78” (ook wel bekend als “sum-of-the-digits” methode). Dit begrip uit de kredietverlening verwijst naar een methode van jaarlijkse renteberekening. De naam komt van het totale aantal maanden in een jaar waarvoor rente wordt berekend (de eerste maand is de rente 1 maand, de tweede maand 2 maanden, enzovoorts: 1 + 2 + 3 + … + 12 = 78). In dit rentemodel wordt verondersteld dat de lener bij aanvang een schuld aangaat ter grootte van de hoofdsom plus alle verschuldigde rente en kosten. Dit betaalt hij vervolgens in gelijke termijnen af. Iedere termijn bestaat uit aflossing en rente. In dit model wordt (wanneer we uitgaan van een lening met een duur van 12 maanden) verondersteld dat de rente in de eerste maand 12/78 van de totale rente is, in de tweede maand 11/78, enzovoorts. De rente in de laatste maand is dan gelijk aan 1/78. Het aflossingsschema verschilt van het aflossingsschema van een annuïteitenlening, omdat in het begin meer rente wordt afgeschreven. Het nadeel hiervan blijkt wanneer de lener tussentijds volledig wil aflossen: omdat er meer rente is afgeschreven, is er minder afgelost en wordt de afrekening hoger.
Het berekenen van de restwaarde van een kredietbeschermingsverzekering of woonlastenverzekering gaat op vergelijkbare wijze. Verondersteld wordt dat bij een risico met een duur van één jaar, 12/78 daarvan betrekking heeft op de eerste maand, 11/78 op de tweede, enzovoorts Het risico in de laatste maand is dan 1/78 van het totale risico. Bij andere duren staat in de teller van de breuk het aantal resterende maanden van de verzekering, in de noemer staat de som van de getallen van de resterende maanden. De som van de getallen van 1 tot n kan men ook makkelijk berekenen met de formule:
n * (n +1) / 2. Voor n = 24 geldt dat de som van de getallen van 1 tot 24 is 24 * (24 +1) / 2 = 12 x 25 = 300
In deze berekening bestaat de restwaarde van de verzekering uit de som van de resterende maandelijkse risicopremies. Deze is te berekenen met de formule:
(n – t) (n – t + 1) / (n (n + 1) )
Waarbij:
- n = verzekeringsduur in maanden
- t = verstreken duur in maanden

De uitkomst hiervan wordt vermenigvuldigd met de bij aanvang betaalde koopsom. Veel verzekeraars brengen daar nog een percentage aan kosten op in mindering.